# Мотуихе
Мотуихе (англ. Motuihe Island) — небольшой остров в заливе Хаураки, расположенный недалеко от новозеландского города Окленд. Административно входит в состав региона Окленд. Название острова происходит от маорийского словосочетания Te Motu-a-Ihenga, которое переводится как «остров Ихенга».

## География

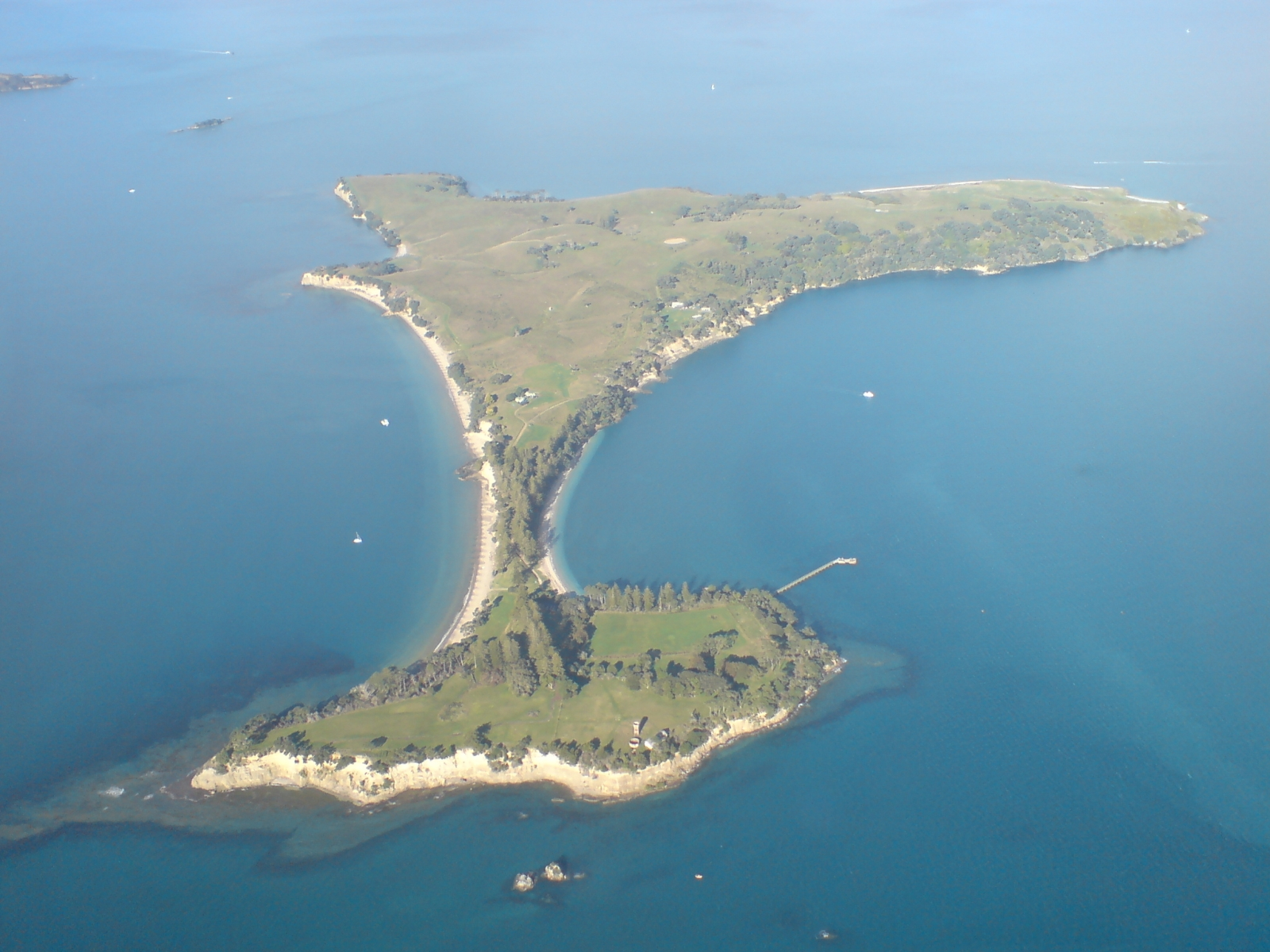
Снимок острова с воздуха.

Мотуихе находится в северной части острова Северный, в заливе Хаураки, между островами Мотутапу и Уаихеке. Общая площадь суши составляет 1,79 км², из которых 0,18 км² занято прибрежными лесами.
Остров находится под управлением Департамента защиты окружающей среды Новой Зеландии и является одним из рекреационных заповедников, пользующихся особой популярностью у жителей Окленда, которые добираются до острова либо при помощи парома, либо на частных лодках. Большой известностью пользуются местные пляжи.
Под воздействием антропогенного фактора экосистема Мотуихе была подвержена сильным изменениям. В том числе, в результате сельскохозяйственной деятельности практически полностью были уничтожены местные леса. В настоящее время небольшие чащи, в которых преобладает дерево похутукава, встречаются на побережье острова. В западной части Мотуихе также расположен лес, в котором произрастают махоэ, карака, кохекохе, манука, мапоу.

## История
Коренными жителями Мотуихе являются представители новозеландского народа маори, которые занимались на острове сельским хозяйством, прежде всего, выращивали таро и тыкву. Кроме того, на нём найдено два маорийских фортификационных сооружения, или па. Изначальная колонизация Мотуихе произошла около XIV века и была осуществлена племенем мару-иви, которое впоследствии было вытеснено племенем нгати-паоа.
В 1837 году Мотуихе был выкуплен у маори Генри Тейлором, который в 1843 году продал его Уильяму Брауну и Джону Логану Кэмпбеллу. Они стали развивать на острове сельское хозяйство, назначив управляющего фермой. Реликтами той эпохи являются норфолкские сосны и оливковые деревья, до сих произрастающие на Мотуихе. Тем не менее фермерство стало активно развиваться на острове только после 1858 года, уже при новом владельце, который управлял островом вплоть до своей смерти в 1868 году. В 1872 году Мотуихе был приобретён короной.
В 1873 году в западной части острова была сооружена карантинная станция, которая начала действовать в 1874 году. Она была предназначена для пассажиров пребывающих в Новую Зеландию кораблей, у которых была обнаружена скарлатина. После создания в 1892 году Департамента сельского хозяйства на Мотуихе стала также действовать карантинная станция для животных.
Станция, просуществовавшая почти 50 лет, использовалась в годы Первой мировой войны в качестве лагеря для интернированных (в основном для самоанских заключённых). Самыми известными заключёнными были немецкий военный офицер Феликс фон Лукнер и экипаж его рейдерского корабля SMS Seeadler. В 1917 году Лукнер организовал побег, захватив баржу и отправившись на острова Кермадек, где, тем не менее, вновь был схвачен (впоследствии опять бежал). В декабре 1918 года лагерь был закрыт, однако вскоре возобновила свою работу карантинная станция, которая действовала до 1941 года. Одновременно с 1929 по 1931 года на Мотуихе находился детский лагерь.
С началом Второй мировой войны Мотуихе стал использоваться в качестве тренировочной базы, которая действовала на нём вплоть до 1963 года, после чего была переведена в город Норт-Шор на Северном острове. В период с 1941 по 1945 года на базе прошли подготовку около 6000 новобранцев, или около 60 % новозеландских солдат, которые приняли участие в сражениях Второй мировой войны.
В 1987 году управление островом перешло к Департаменту защиты окружающей среды Новой Зеландии.